# 1893年1月東亞寒潮

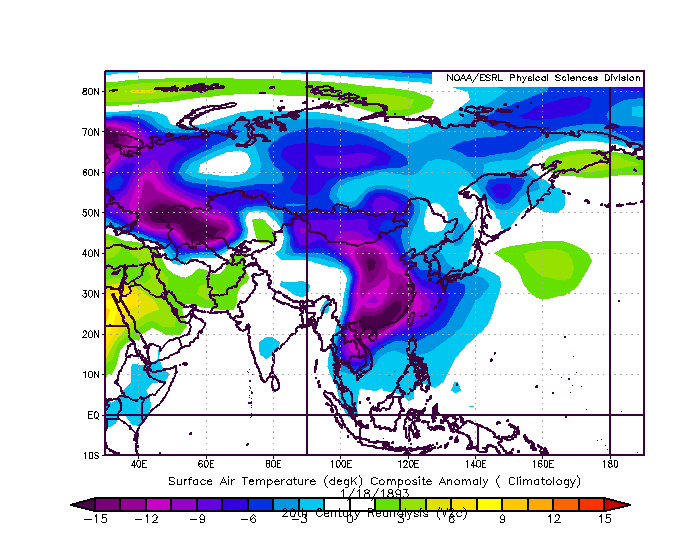
世紀寒潮影響東亞最劇時，均溫比較

1893年1月東亞寒潮，又被學術界稱為世紀寒潮。

## 簡述
清光绪十八年十一月二十五日至十二月初三，即西元1893年1月12日—20日，東亞普遍遭受一次强寒流侵袭，造成大范围大雪、冰冻及低温，危害相当严重。中國有记载冰冻波及的包括云南、贵州、上海、四川、广西、广东、湖南、江苏、浙江、福建、海南、港澳、台灣等地区。

## 受影響地區

### 中國大陸

#### 廣東

##### 廣州
1893年1月广州连日大雪，平地积雪接近10厘米。
东莞诗人何鲲曾诗云
“……乙未腊月廿一夜，打窗淅沥随风下，千门万户敞凌晨，青年皓首群相讶。初疑罗浮春已催，千树万树梅花开，又疑五月木棉熟，南海庙前飞雪来。子夜飘摇日中止，鸳瓦平沟屐没齿。儿童戏弄范以模，手掬瑶璠仙门里。人尽冰衔在玉堂，蛎墙龙户生辉光，沉香浦冻珠成海，白云山拥玉为冈……”描绘了广州下雪时的景色，让人颇为神往。
廣州府在寒潮期間还观测到非官方的-5.0度，现代气象学家估计-3度左右。
《增城縣誌》：“夜寒大雨，着处凝结成冰，块大逾寻丈，草木皆枯，牲畜多冻死。”

##### 清遠
《清遠縣誌》：“光绪十八年清远十一月二十七日微雪，二十八、九两日大雪，平地积至二寸餘，为百年所未见。”

#### 四川
光绪十八年冬，双流县大寒，冰厚尺餘。南川县大雪数日，继以冰冻十餘日。

#### 上海
1893年1月中旬，上海遭遇特强寒潮，此次寒潮可能是150年最强，持续时间之长，温度之低都是之后没有的。
| 日期          | 最高氣溫 | 最低氣溫 | 平均氣溫 | 當日天氣     |
| ------------- | -------- | -------- | -------- | ------------ |
| 1893年1月12日 | 3.0      | 0.4      | 0.9      | 雨轉雪       |
| 1893年1月13日 | 0.9      | -2.0     | -1.6     | 雪           |
| 1893年1月14日 | -4.6     | -7.4     | -6.2     | 陰轉多雲轉陰 |
| 1893年1月15日 | -6.2     | -10.6    | -9.0     | 多雲，有暈   |
| 1893年1月16日 | -7.0     | -11.9    | -9.7     | 陰轉晴       |
| 1893年1月17日 | -4.6     | -10.2    | -8.2     | 晴           |
| 1893年1月18日 | -3.6     | -11.7    | -8.1     | 晴           |
| 1893年1月19日 | -0.5     | -12.1    | -6.3     | 晴           |
| 1893年1月20日 | 3.6      | -7.0     | -1.5     | 晴           |

这次寒潮导致上海官方气象站连续5天最低气温低于-10度，非官方还录到了-13度的低温。

#### 浙江
浙江德清冰冻四五尺，温岭“咳吐成冰，河流尽冻，花木多萎，百岁老人所未见”。

#### 福建

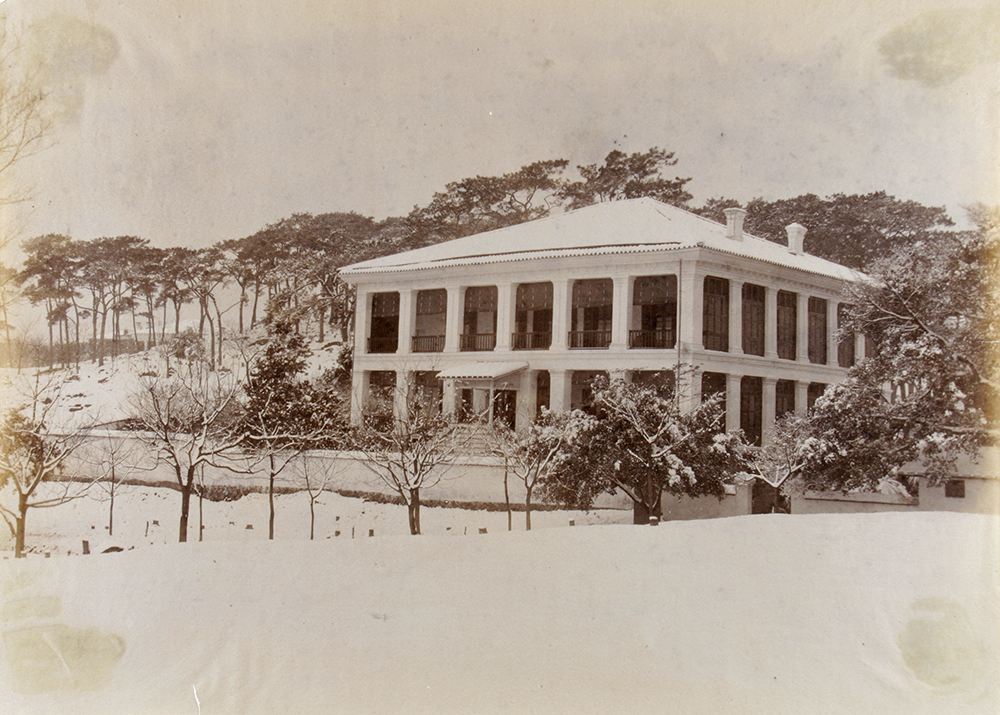
福州大雪

##### 泉州
光绪十九年(1893年)，“冬十一月，大雪。二十六日夜，先雨后雪，檐溜为冰。黎明，雪飞愈大，平地深数尺”(民国《德化县志》卷18《祥异》)。
光緒十八年十一月二十九日（1893年1月16日），晉江“天降棉花雪，盡日滿山遍野，行走不得，大雨淋漓……而厝上路邊，一望皆白，其形如棉花”。
據陳棨仁《藤花吟館詩錄.卷6》載：“十一月二十九日，泉州大雪，平地積尺，耆老相顧詫異，謂百餘年來未有也，不可無以記之。」遂賦詩兩首以紀
“迂臘咚咚鼓正撾，元冥有意鬥春華。策帛驅絮散飛舞，散作長空萬道花。”
“天公一夜布財施，蔀屋都成暴富兒。璇室瑤台銀世界，更雕白玉一枝枝。”

##### 廈門
十一月二十八日(1893年1月15日) 同安山区大雪，至二十九日早仍雨雪霏霏如棉絮，地上如铺白毡，坑涧皆平。厦门岛亦有雨雪

##### 金門
《澎湖廳誌》：“光緒18年11月天大寒，內地金門廈門大雪盈尺，為百年來所未有。””

《金門縣誌》(民十一年版)卷十二記載：“光緒十八年至二十四年間，浯島連年風霜雨雪，鼠疫橫行，民不聊生。”

《金門縣誌》(民八十年版)〈大事志．歷代祥異記〉：“光緒十八年，十二月初旬，雨雪三日，為年少者所未見。”

#### 廣西
广西“絮雪盈天，连降三日”，“百年以上榕树，有被雪压折次枯槁者”，积雪深数尺，大雪冻结如冰，为“历来所未有”。

#### 海南
清光绪十八年十一月二十七日（1893年1月14日），瓊山“微雪”。

#### 天津
天津在寒潮侵襲期間最低温度-27.8度。

### 香港
1893年1月16日，北方势力强大的特强寒潮越过了南岭，浩荡南下，抵达香港地区，使之气温急剧下降到1.7℃，旺角至九龍城一帶的地面菜田結了冰或霜。17日尖沙咀市區出现了0.6℃的低温，海拔500多米的港島太平山顶出现了零下4.0℃的最低气温。半夜时分，山頂區雪花纷纷扬扬，铺天盖地，飘然而下。18日清晨，香港天文台錄得香港歷史上九龍市區（尖沙咀）的最寒冷溫度，僅0.0℃，九龍貨倉上的堆棧已舖上一層薄冰，大會堂前的噴水池亦披上白霜，地上、屋顶上一片白色，到处银装素裹。太平山山顶上則鋪滿雪，有的地方积雪厚达13厘米。此乃香港首次有確切的降雪紀錄，到18日下午才告结束。

### 澳門
受到寒潮影響，1893年1月16及17日，澳門港務局總部的最低氣溫跌至0.0℃。
《每日電訊報》駐澳門記者則記錄下當時澳門出現暴風雪天氣，積雪達1.9cm，屋簷掛上冰柱。

### 台灣

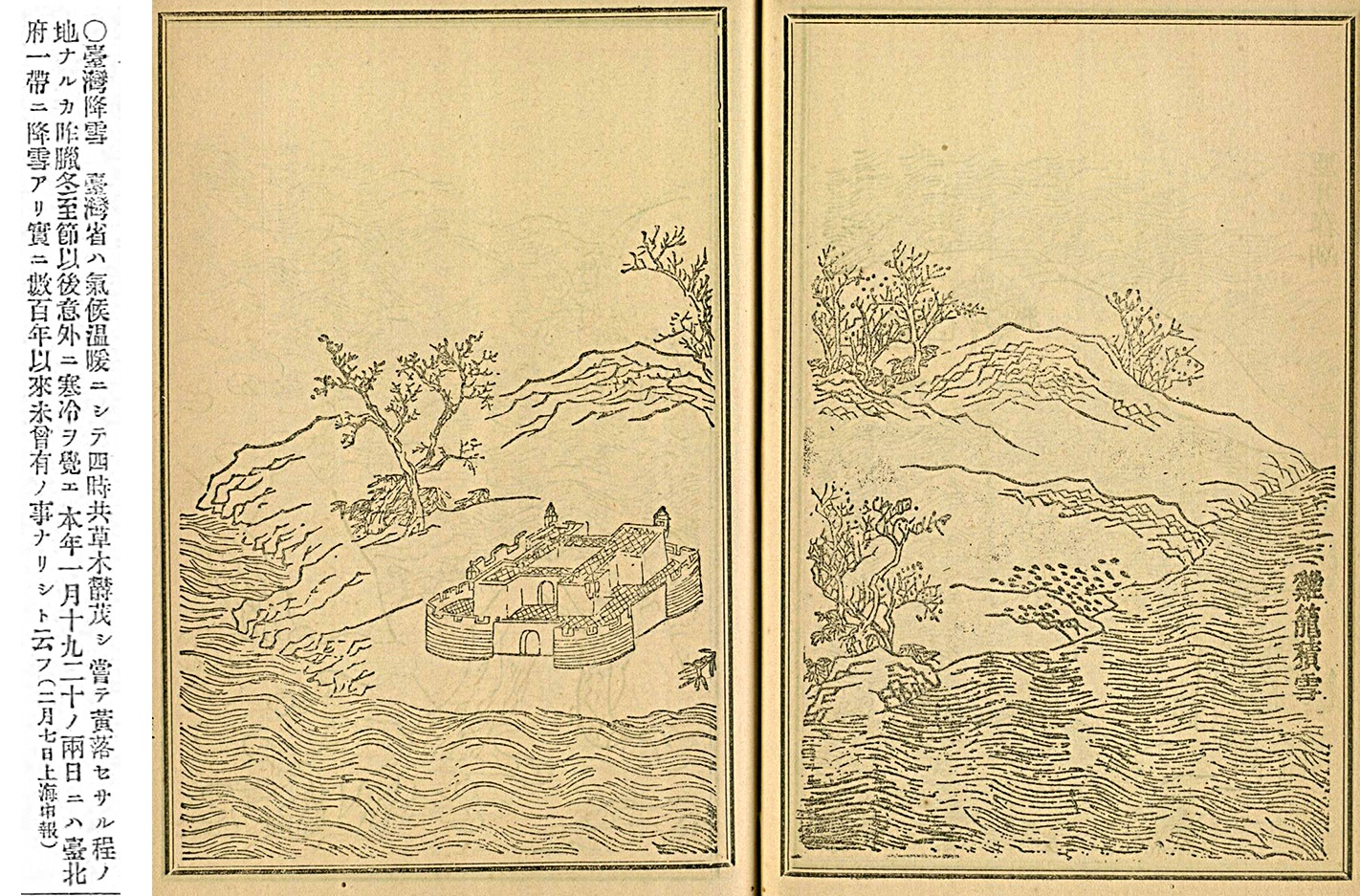
1893年刊載於上海申報的臺北府下雪新聞，被收錄於同年日本官報

1893年1月東亞世紀寒潮南下侵襲，18日開始台灣北起基隆、南至嘉義均普遍降雪，南至恆春也紀錄到下霰，觀音白頭、雞籠積雪等奇觀重現，尤其在北部的桃竹苗一帶更是自18日晚連降三天暴雪，積雪一度達到200公分以上的紀錄，許多山區林木遭冰雪重壓枯折，竹塹城（今 新竹市）市區街道大雪難行，鐵路在龜崙嶺（位於今桃園市龜山區）段更因積雪過深而導致完全中斷。此次氣象上的溫度紀錄皆由淡水海關測候所完整紀錄，惟因之後戰亂目前已佚失，不過就地方志記錄推估，台灣中南部以北氣溫應普遍在攝氏零度以下。

《澎湖廳志》：“十一月杪，天氣苦寒異常，街市皆閉戶，幾絕買賣。是月二十八、九日，內地金門、廈門下大雪盈尺，為百年來所未經見者。澎雖無雪，而奇寒則相等云。”
《樹杞林志》：“光緒十八年冬，大雪連下三日，平地高丈餘，深山中尤甚。樹梢堆積，斷者無算。”

《嘉義館內採訪冊》：“光緒十八年八月十八日，狂風暴作，損壞民房，五穀多損。是歲饑。十二月，雪下數寸，六畜凍死。”
《雲林縣採訪冊》：“光緒18年12月大雪，五穀、豬、羊多凍死。”
《鳳山縣采訪冊》：「首先阿猴矣，次及萬丹；繼而東港矣，終及港裏。麻衣被體，剛逢雨雪霏霏。」
《恆春縣志》：「光緒壬辰冬十月丙子初更，始而微風細雨，繼聞有錯落之聲，視之則雪子也。……。設縣幾二十年，始得一見。」
受到極端氣候影響，白花馬鞍藤（Ipomoea stolonifera）在台南急水溪流域滅絕。

### 新加坡
新加坡此次寒潮最低溫度19.1攝氏度，北方冷空气激发对流，造成連續几天的特大暴雨。該寒潮冷空氣跨越赤道，甚至對南半球夏季風產生間接影響。